# الهيئة العليا لاستضافة كأس العالم 2034
الهيئة العليا لاستضافة كأس العالم 2034، هي هيئة حكومية سعودية أعلن عن تأسيسها ولي العهد السعودي الأمير محمد بن سلمان بن عبد العزيز آل سعود في 11 ديسمبر 2024 وذلك عقب إعلان الاتحاد الدولي لكرة القدم (فيفا) فوز السعودية باستضافة بطولة كأس العالم 2034، لتكون أول دولة تستضيف هذه البطولة بمشاركة 48 منتخباً من قارات العالم يتنافسون على لقب بطل العالم لكرة القدم.

## الأهداف
تهدف الهيئة إلى التأكد من جاهزية المملكة العربية السعودية لاستضافة بطولة كأس العالم 2034 وفق أفضل المعايير والممارسات المعمول بها، وتقديم تجارب استثنائية للمنتخبات والمشجعين من حول العالم من خلال البنية التحتية والمرافق والخدمات المرتبطة بالاستضافة. كما تهدف إلى تعزيز استدامة المشاريع والمحافظة على البيئة فيما يتصل بأعمال الاستضافة.

## مجلس الإدارة
يتكون مجلس إدارة الهيئة من:
- الأمير محمد بن سلمان، رئيس مجلس إدارة الهيئة

وعضوية كل من:
- الأمير عبد العزيز بن تركي الفيصل، وزير الرياضة
- الأمير عبد العزيز بن سعود بن نايف، وزير الداخلية
- الأمير بدر بن عبد الله بن فرحان، وزير الثقافة
- محمد آل الشيخ، وزير الدولة عضو مجلس الشؤون الاقتصادية والتنمية
- ماجد الحقيل، وزير البلديات والإسكان
- محمد الجدعان، وزير المالية
- عبد الله بن عامر السواحة، وزير الاتصالات وتقنية المعلومات
- أحمد الراجحي، وزير الموارد البشرية والتنمية الاجتماعية
- صالح الجاسر، وزير النقل والخدمات اللوجيستية
- أحمد الخطيب، وزير السياحة
- فهد الجلاجل، وزير الصحة
- إبراهيم السلطان، وزير الدولة رئيس مجلس إدارة مركز دعم هيئات التطوير
- تركي آل الشيخ، رئيس مجلس إدارة الهيئة العامة للترفيه
- ياسر الرميان، محافظ صندوق الاستثمارات العامة
- فهد تونسي، مستشار بالديوان الملكي
- عبد العزيز طرابزوني، مستشار بالديوان الملكي
- ياسر المسحل، رئيس مجلس إدارة الاتحاد السعودي لكرة القدم.[3]

## خلفية
في 4 أكتوبر 2023، أعلنت المملكة العربية السعودية نيّتها الترشح لاستضافة بطولة كأس العالم عام 2034، للمرة الأولى، وجاء في البيان الذي نشره الاتحاد السعودي لكرة القدم "بقيادة الاتحاد السعودي لكرة القدم يهدف كاس عالم 2034 إلى تقديم بطولة عالمية المستوى، وستستمد الإلهام من التحول الاجتماعي والاقتصادي المستمر في السعودية، والشغف العميق لكرة القدم في البلاد". وأضاف البيان: "يأتي العرض الأول للسعودية لاستضافة كأس العالم مدعومًا بخبرة البلاد المتنامية في استضافة أحداث كرة قدم عالمية المستوى، وخططها المستمرة للترحيب بالمشجعين في جميع أنحاء العالم، في كأس العالم للأندية 2023 وكأس آسيا 2027".
في 31 أكتوبر 2023، أصدرت منظمة فوتبول أستراليا بيانًا قالت فيه إنها قررت عدم تقديم العطاءات، وتركت المملكة العربية السعودية باعتبارها العرض الوحيد. وفي اليوم نفسه أعلن رئيس الاتحاد الدولي لكرة القدم جياني إنفانتينو عن إقامة كأس العالم 2034 في السعودية.
في 1 مارس 2024 كشفت المملكة العربية السعودية عن حملتها لاستضافة نهائيات كأس العالم 2034 وعن الهوية البصرية الخاصة بملف الترشح، والموقع الإلكتروني الرسمي لهذا الهدف فضلاً عن الشعار "معاً ننمو"، الذي قال إنه يجسد "مسيرة التحول والنمو الكبيرين التي تعيشها السعودية، باعتبارها واحدة من أسرع قصص النمو، وأكثرها تطوراً في عالم كرة القدم.
وحصل ملف استضافة المملكة العربية السعودية لكأس العالم FIFA™ 2034، على تقييم 419.8 من 500، حسب إعلان الإتحاد الدولي لكرة القدم في تاريخ 30 نوفمبر 2024 ، ويعد أعلى تقييم فني يمنحه الاتحاد الدولي عبر التاريخ لملف تم تقديمه لاستضافة بطولة العالم.
في 11 ديسمبر 2024، أعلن الاتحاد الدولي لكرة القدم (فيفا)، فوز السعودية باستضافة كأس العالم 2034،خلال اجتماع الجمعية العمومية الاستثنائية الذي عقد افتراضيًا، وستكون السعودية أول دولة في التاريخ تستضيف بمفردها النسخة الأكبر من بطولة كأس العالم، التي ستشهد مشاركة 48 منتخبًا وطنيًا في خمس مدن لاستضافة مباريات البطولة، بعد إقرار النظام الجديد للبطولة من قبل الاتحاد الدولي لكرة القدم.

## روابط خارجية
- الموقع الرسمي للهيئة